# Dorin Cocoș
Dorin Cocoș (n. 1 august 1961, București, România) este un om de afaceri din România, fost soț al politicienei Elena Udrea și apropiat al fostului președinte Traian Băsescu.
Deține 50% din companiile Dalli International, Euro Hotels International, Alexis Impex 93 (care deține restaurantul Casa Enache) precum și companiile Medcomplex, Clamari Trading Impex, și Piețe Grup.
Este partener de afaceri cu Dan Besciu și Sorin Vulpescu, patronii Euro Construct Trading 98 și ai celebrului restaurant „Golden Blitz”.
Cocoș a fost partener în firme cu Cristian Vlaicu, șef al RAAPPS în anul 2006, și cu Spiridon Cristu, membru în Consiliul de Administrație al RAAPPS în aceeași perioadă.

## Controverse
Dorin Cocoș a fost trimis în judecată de Direcția Națională Anticorupție pe 23 martie 2015 alături de Gheorghe Ștefan, Gabriel Sandu și Nicolae Dumitru
Pe 3 octombrie 2016, Dorin Cocoș a fost condamnat definitiv de Înalta Curte de Casație și Justiție la 2 ani și 4 luni de închisoare cu executare.
Pe 26 februarie 2015 Dorin Cocoș a fost trimis în judecată de DNA pentru trafic de influență și dare de mită. 
Pe 5 decembrie 2022, Înalta Curte de Casație și Justiție a încetat procesul penal împotriva lui Cocoș pe motiv că faptele s-au prescris.